# Prosopocera voltensis
Prosopocera voltensis là một loài bọ cánh cứng trong họ Cerambycidae.